# Mangelia callosa
Mangelia callosa é uma espécie de gastrópode do gênero Mangelia, pertencente a família Mangeliidae.